# Lista de episódios de Uma Aventura
Segue-se abaixo a lista de episódios de Uma Aventura.

## Episódios
| Temp. | Temp. | Episódios | Estreia da temporada    | Final da temporada     |
| ----- | ----- | --------- | ----------------------- | ---------------------- |
|       | 1     | 14        | 14 de outubro de 2000   | 26 de novembro de 2000 |
|       | 2     | 18        | 12 de fevereiro de 2002 | 8 de agosto de 2002    |
|       | 3     | 16        | 6 de novembro de 2004   | 26 de dezembro de 2004 |
|       | 4     | 8         | 19 de dezembro de 2005  | 28 de dezembro de 2005 |
|       | 5     | 15        | 26 de março de 2007     | 19 de abril de 2007    |

## 1ª temporada: 2000
| Série # | Total # | Título                                     | Realizado por          | Escrito por | Estreia                |
| --- | ------- | ------------------------------------------ | ---------------------- | ----------- | ---------------------- |
| 1 | 1       | "Uma Aventura na Cidade (I)"               | Carlos Coelho da Silva | -           | 14 de outubro de 2000  |
| Uma velha garagem de automóveis é um centro de operações de uma quadrilha de ladrões.                                                                                    |         |                                            |                        |             |                        |
| 2 | 2       | "Uma Aventura na Cidade (II)"              | Carlos Coelho da Silva | -           | 15 de outubro de 2000  |
| Uma velha garagem de automóveis é um centro de operações de uma quadrilha de ladrões.                                                                                    |         |                                            |                        |             |                        |
| 3 | 3       | "Uma Aventura na Biblioteca (I)"           | Carlos Coelho da Silva | -           | 21 de outubro de 2000  |
| Uma recente biblioteca é usada como fachada para fazer passar mensagens codificadas sobre os carros roubados. Para                                                       |         |                                            |                        |             |                        |
| 4 | 4       | "Uma Aventura na Biblioteca (II)"          | Carlos Coelho da Silva | -           | 22 de outubro de 2000  |
| Uma recente biblioteca é usada como fachada para fazer passar mensagens codificadas sobre os carros roubados. Para                                                       |         |                                            |                        |             |                        |
| 5 | 5       | "Uma Aventura na Escola (I)"               | Carlos Coelho da Silva | -           | 28 de outubro de 2000  |
| Acontecimentos estranhos estão a acontecer em plena escola. |         |                                            |                        |             |                        |
| 6 | 6       | "Uma Aventura na Escola (II)"              | Carlos Coelho da Silva | -           | 29 de outubro de 2000  |
| Acontecimentos estranhos estão a acontecer em plena escola. |         |                                            |                        |             |                        |
| 7 | 7       | "Uma Aventura no Supermercado (I)"         | Carlos Coelho da Silva | -           | 4 de novembro de 2000  |
| João é perseguido no supermercado por causa de uma pasta dentífrica que acabara de comprar, depois de contar este insólito acontecimento aos seus amigos João é raptado. |         |                                            |                        |             |                        |
| 8 | 8       | "Uma Aventura no Supermercado (II)"        | Carlos Coelho da Silva | -           | 5 de novembro de 2000  |
| João é perseguido no supermercado por causa de uma pasta dentífrica que acabara de comprar, depois de contar este insólito acontecimento aos seus amigos João é raptado. |         |                                            |                        |             |                        |
| 9 | 9       | "Uma Aventura em Lisboa (I)"               | Carlos Coelho da Silva | -           | 11 de novembro de 2000 |
| Os cinco e uma quadrilha de ladrões andam à procura de um tesouro escondido na capital anunciado por uma rádio pirata.                                                   |         |                                            |                        |             |                        |
| 10 | 10      | "Uma Aventura em Lisboa (II)"              | Carlos Coelho da Silva | -           | 12 de novembro de 2000 |
| Os cinco e uma quadrilha de ladrões andam à procura de um tesouro escondido na capital anunciado por uma rádio pirata.                                                   |         |                                            |                        |             |                        |
| 11 | 11      | "Uma Aventura no Palácio da Pena (I)"      | Carlos Coelho da Silva | -           | 18 de novembro de 2000 |
| Um bando de ladrões planeia roubar as jóias e uma valiosa caravela de prata do Palácio da Pena.                                                                          |         |                                            |                        |             |                        |
| 12 | 12      | "Uma Aventura no Palácio da Pena (II)"     | Carlos Coelho da Silva | -           | 19 de novembro de 2000 |
| Um bando de ladrões planeia roubar as jóias e uma valiosa caravela de prata do Palácio da Pena.                                                                          |         |                                            |                        |             |                        |
| 13 | 13      | "Uma Aventura na Quinta das Lágrimas (I)"  | Carlos Coelho da Silva | -           | 25 de novembro de 2000 |
| Numa visita à Quinta das Lágrimas, ... |         |                                            |                        |             |                        |
| 14 | 14      | "Uma Aventura na Quinta das Lágrimas (II)" | Carlos Coelho da Silva | -           | 2 de novembro de 2000  |
| Numa visita à Quinta das Lágrimas, ... |         |                                            |                        |             |                        |

## 2ª temporada: 2002
| Série # | Total # | Título                           | Realizado por          | Escrito por | Estreia                 |
| ------- | ------- | -------------------------------- | ---------------------- | ----------- | ----------------------- |
| 1       | 15      | "Uma Aventura Perigosa (I)"      | Carlos Coelho da Silva | -           | 1 de julho de 2002      |
| 2       | 16      | "Uma Aventura Perigosa (II)"     | Carlos Coelho da Silva | -           | 1 de julho de 2002      |
| 3       | 17      | "Uma Aventura no Bosque (I)"     | Carlos Coelho da Silva | -           | 3 de julho de 2002      |
| 4       | 18      | "Uma Aventura no Bosque (II)"    | Carlos Coelho da Silva | -           | 3 de julho de 2002      |
| 5       | 19      | "Uma Aventura na Televisão (I)"  | Carlos Coelho da Silva | -           | 4 de julho de 2002      |
| 6       | 20      | "Uma Aventura na Televisão (II)" | Carlos Coelho da Silva | -           | 4 de julho de 2002      |
| 7       | 21      | "Uma Aventura no Estádio (I)"    | Carlos Coelho da Silva | -           | 5 de julho de 2002      |
| 8       | 22      | "Uma Aventura no Estádio (II)"   | Carlos Coelho da Silva | -           | 5 de julho de 2002      |
| 9       | 23      | "Uma Aventura no Inverno (I)"    | Carlos Coelho da Silva | -           | 7 de agosto de 2002     |
| 10      | 24      | "Uma Aventura no Inverno (II)"   | Carlos Coelho da Silva | -           | 8 de agosto de 2002     |
| 11      | 25      | "Uma Aventura no Carnaval (I)"   | Carlos Coelho da Silva | -           | 12 de fevereiro de 2002 |
| 12      | 26      | "Uma Aventura no Carnaval (II)"  | Carlos Coelho da Silva | -           | 12 de fevereiro de 2002 |
| 13      | 27      | "Uma Aventura no Teatro (I)"     | Carlos Coelho da Silva | -           | 29 de julho de 2002     |
| 14      | 28      | "Uma Aventura no Teatro (II)"    | Carlos Coelho da Silva | -           | 30 de julho de 2002     |
| 15      | 29      | "Uma Aventura no Verão (I)"      | Carlos Coelho da Silva | -           | 31 de julho de 2002     |
| 16      | 30      | "Uma Aventura no Verão (II)"     | Carlos Coelho da Silva | -           | 1 de agosto de 2002     |
| 17      | 31      | "Uma Aventura Musical (I)"       | Carlos Coelho da Silva | -           | 5 de agosto de 2002     |
| 18      | 32      | "Uma Aventura Musical (II)"      | Carlos Coelho da Silva | -           | 6 de agosto de 2002     |

## 3ª temporada: 2004
| Série # | Total # | Título                                  | Realizado por                        | Escrito por | Estreia                |
| ------- | ------- | --------------------------------------- | ------------------------------------ | ----------- | ---------------------- |
| 1       | 33      | "Uma Aventura na Noite das Bruxas (I)"  | Carlos Coelho da Silva               | -           | 6 de novembro de 2004  |
| 2       | 34      | "Uma Aventura na Noite das Bruxas (II)" | Carlos Coelho da Silva e Nuno Vieira | -           | 7 de novembro de 2004  |
| 3       | 35      | "Uma Aventura na Falésia (I)"           | Carlos Coelho da Silva e Nuno Vieira | -           | 13 de novembro de 2004 |
| 4       | 36      | "Uma Aventura na Falésia (II)"          | Carlos Coelho da Silva e Nuno Vieira | -           | 14 de novembro de 2004 |
| 5       | 37      | "Uma Aventura na Casa Assombrada (I)"   | Carlos Coelho da Silva e Nuno Vieira | -           | 20 de novembro de 2004 |
| 6       | 38      | "Uma Aventura na Casa Assombrada (II)"  | Carlos Coelho da Silva e Nuno Vieira | -           | 21 de novembro de 2004 |
| 7       | 39      | "Uma Aventura no Ribatejo (I)"          | Carlos Coelho da Silva e Nuno Vieira | -           | 27 de novembro de 2004 |
| 8       | 40      | "Uma Aventura no Ribatejo (II)"         | Carlos Coelho da Silva e Nuno Vieira | -           | 28 de novembro de 2004 |
| 9       | 41      | "Uma Aventura Secreta (I)"              | Carlos Coelho da Silva e Nuno Vieira | -           | 4 de dezembro de 2004  |
| 10      | 42      | "Uma Aventura Secreta (II)"             | Carlos Coelho da Silva e Nuno Vieira | -           | 5 de dezembro de 2004  |
| 11      | 43      | "Uma Aventura na Mina (I)"              | Carlos Coelho da Silva e Nuno Vieira | -           | 11 de dezembro de 2004 |
| 12      | 44      | "Uma Aventura na Mina (II)"             | Carlos Coelho da Silva e Nuno Vieira | -           | 12 de dezembro de 2004 |
| 13      | 45      | "Uma Aventura Alarmante (I)"            | Carlos Coelho da Silva e Nuno Vieira | -           | 18 de dezembro de 2004 |
| 14      | 46      | "Uma Aventura Alarmante (II)"           | Carlos Coelho da Silva e Nuno Vieira | -           | 19 de dezembro de 2004 |
| 15      | 47      | "Uma Aventura nas Férias Grandes (I)"   | Carlos Coelho da Silva e Nuno Vieira | -           | 25 de dezembro de 2004 |
| 16      | 48      | "Uma Aventura nas Férias Grandes (II)"  | Carlos Coelho da Silva e Nuno Vieira | -           | 26 de dezembro de 2004 |

## 4ª temporada: 2005
| Total # | Série # | Título                               | Realizado por                        | Escrito por | Estreia                |
| ------- | ------- | ------------------------------------ | ------------------------------------ | ----------- | ---------------------- |
| 49      | 1       | "Uma Aventura no Algarve"            | Carlos Coelho da Silva e Nuno Vieira | -           | 19 de dezembro de 2005 |
| 50      | 2       | "Uma Aventura no Castelo dos Ventos" | Carlos Coelho da Silva e Nuno Vieira | -           | 20 de dezembro de 2005 |
| 51      | 3       | "Uma Aventura Debaixo de Terra"      | Carlos Coelho da Silva e Nuno Vieira | -           | 21 de dezembro de 2005 |
| 52      | 4       | "Uma Aventura na Praia"              | Carlos Coelho da Silva e Nuno Vieira | -           | 22 de dezembro de 2005 |
| 53      | 5       | "Uma Aventura nas Férias da Páscoa"  | Carlos Coelho da Silva e Nuno Vieira | -           | 23 de dezembro de 2005 |
| 54      | 6       | "Uma Aventura em Évoramonte"         | Carlos Coelho da Silva e Nuno Vieira | -           | 26 de dezembro de 2005 |
| 55      | 7       | "Uma Aventura Fantástica"            | Carlos Coelho da Silva e Nuno Vieira | -           | 27 de dezembro de 2005 |
| 56      | 8       | "Uma Aventura no Porto"              | Carlos Coelho da Silva e Nuno Vieira | -           | 28 de dezembro de 2005 |

## 5ª temporada: 2007
| Série # | Total # | Título                                                | Realizado por   | Escrito por | Estreia             |
| ------- | ------- | ----------------------------------------------------- | --------------- | ----------- | ------------------- |
| 1       | 57      | "Uma Aventura entre Douro e Minho - Parte 1"          | Márcio Loureiro | -           | 26 de março de 2007 |
| 2       | 58      | "Uma Aventura entre Douro e Minho - Parte 2"          | Márcio Loureiro | -           | 27 de março de 2007 |
| 3       | 59      | "Uma Aventura entre Douro e Minho - Parte 3"          | Márcio Loureiro | -           | 28 de março de 2007 |
| 4       | 60      | "Uma Aventura Entre as Duas Margens do Rio - Parte 1" | Márcio Loureiro | -           | 29 de março de 2007 |
| 5       | 61      | "Uma Aventura Entre as Duas Margens do Rio - Parte 2" | Márcio Loureiro | -           | 2 de abril de 2007  |
| 6       | 62      | "Uma Aventura Entre as Duas Margens do Rio - Parte 3" | Márcio Loureiro | -           | 3 de abril de 2007  |
| 7       | 63      | "Uma Aventura na Terra e no Mar - Parte 1"            | Márcio Loureiro | -           | 4 de abril de 2007  |
| 8       | 64      | "Uma Aventura na Terra e no Mar - Parte 2"            | Márcio Loureiro | -           | 5 de abril de 2007  |
| 9       | 65      | "Uma Aventura na Terra e no Mar - Parte 3"            | Márcio Loureiro | -           | 9 de abril de 2007  |
| 10      | 66      | "Uma Aventura no Caminho do Javali - Parte 1"         | Márcio Loureiro | -           | 10 de abril de 2007 |
| 11      | 67      | "Uma Aventura no Caminho do Javali - Parte 2"         | Márcio Loureiro | -           | 11 de abril de 2007 |
| 12      | 68      | "Uma Aventura no Caminho do Javali - Parte 3"         | Márcio Loureiro | -           | 12 de abril de 2007 |
| 13      | 69      | "Uma Aventura no Comboio - Parte 1"                   | Márcio Loureiro | -           | 13 de abril de 2007 |
| 14      | 70      | "Uma Aventura no Comboio - Parte 2"                   | Márcio Loureiro | -           | 16 de abril de 2007 |
| 15      | 71      | "Uma Aventura no Comboio - Parte 3"                   | Márcio Loureiro | -           | 19 de abril de 2007 |